# Slaget vid Warszawa (1920)
Slaget vid Warszawa, ofta benämnt Undret vid Weichsel (polska Cud nad Wisłą), var ett avgörande slag som utkämpades 12–25 augusti 1920 i polsk-sovjetiska kriget 1919-1921.
Då Polen 1920 hotades att ställas under bolsjevikiskt styre samlades tusentals frivilliga, studenter, arbetare och skolungdomar för att göra motstånd. Även Västeuropa såg sig hotat av den ryska revolutionsarmén. Den franske generalen Maxime Weygand med över 1 000 franska officerare sändes till Polen och vapen och ammunition och annan krigsutrustning anlände. En allmän förstärkning av polska armén blev följden.
Ryssarna var den 13 augusti framme vid Warszawas förstäder. Den 15 augusti påbörjade polska armén under Józef Piłsudskis överbefäl en motoffensiv, som efter häftiga strider genombröt den ryska fronten på tre ställen. Fullständigt slagna, måste ryssarna fly, kvarlämnande tross och artilleri och med en förlust av 100 000 fångar.
Polen hade genom denna seger, tillsammans med mindre engelska, franska, vitryska, ukrainska, ungerska och amerikanska styrkor från Kosciuszko-brigaden, hejdat den ryska revolutionens utbredning åt väster.